# یونیورسال استودیو دبی‌لند
یونیورسال استودیو دبی‌لند (انگلیسی: Universal Studios Dubailand) شرکت سرگرمی اماراتی است، که در سال ۲۰۰۷ با مشارکت شرکت‌های یونیورسال پیکچرز و دبی هولدینگ تأسیس شد.